# Kim Kwang-kyu
Kim Kwang-kyu (* 1. Januar 1941 in Seoul) ist ein südkoreanischer Dichter, Germanist und Übersetzer.

## Kindheit und Jugend in Korea
Kim Kwang-kyu wurde 1941 in Seoul geboren. Er erlebte den Koreakrieg, der seine Kindheit und Jugend überschattete, sowie die schwierige Nachkriegszeit. 1960, während seines Germanistikstudiums, nahm er an der Aprilrevolution teil, um Widerstand gegen die Diktatur zu leisten.

## Studium in Deutschland
Von 1972 bis 1974 setzte er sein Germanistikstudium in Deutschland fort. Während dieses Studiums in München übersetzte Kim Gedichte von Heinrich Heine und Bertolt Brecht ins Koreanische, ebenso Lyrik und Hörspiele von Günter Eich.

## Professur in Korea
Nach Korea zurückgekehrt, wurde er daraufhin 1974 als Germanistikprofessor an die Pusan Universität berufen. 1983 promovierte er über Günter Eich an der Seoul National University. Heute lehrt er an der Hanyang-Universität in Seoul.

## Lyriker und Kulturvermittler
Neben seiner Lehrtätigkeit debütierte er 1975 als Lyriker. Seine ersten Gedichte wurden in der angesehenen Literaturzeitschrift „Munhak-kwa chisŏngsa“ (Literatur und Geist) veröffentlicht. Seit seinem ersten erfolgreichen Lyrikband von 1979, der mehrfach ausgezeichnet wurde, erschienen bis 2013 insgesamt 8 Lyrikbände.
Kim Kwang-kyu ist ein einflussreicher Lyriker der modernen koreanischen Literaturszene, der von einem breiten Publikum gelesen wird. In seinen Gedichten verbindet er die traditionelle Liebe zur Natur mit Beobachtungen des modernen Alltags: "Hier und da schreiben Polizisten Strafzettel aus, als wollten sie meine Nostalgie unter Aufsicht stellen" oder über den Hausberg Seouls "Armer Inwang-Berg/ heute ist er eingeschlossen inmitten der acht Millionen Einwohner Seouls/ sitzt am Rande der Wohnviertel Downtowns/ und wohnt im Alter zur Untermiete".
Er erhielt zahlreiche Literaturpreise, darunter 1981 den Preis für Autoren von heute, 1984 den Kim-Su-Yŏng-Preis für seinen Lyrikband Nein, es ist nicht so.
Seit 1992 bemüht sich Kim als Kulturvermittler um einen Austausch zwischen koreanischen und deutschen Schriftstellern.
2001 war Kim Kwang-kyu zu Gast in Stuttgart, wo er, die junge koreanische Lyrikerin Jo Kyong-Nan und der Romanautor Kim Won-Il in der Stadtbibliothek Stuttgart eigene Texte präsentierten. 2003 war er drei Monate Johannes-Poethen-Stipendiat im Stuttgarter Schriftstellerhaus.
2003 erhielt er schließlich den renommierten Daesan-Literaturpreis für seinen Lyrikband Bei der ersten Begegnung.
2010 erschien auf Deutsch der Lyrikband Botschaften vom grünen Planeten. Hier formuliert Kim Kwang-kyu die Verstrickung des modernen Menschen in unauflösliche Widersprüche: "„Ich bedaure nicht / sie nicht im Computer gespeichert zu haben / Nur ein falscher Klick und sie wären gelöscht ... Sicher sind sie nur in unserer Erinnerung / die allmählich verblasst.“  Hoffnung setzt er auf die Kinder: „Ihre vom abgebrochenen Leben bitteren Seelen / kehren nun früh im Jahr wieder / als Gräser und Blüten und Bäume ... Noch immer bewachen die Türme und Mauern den Ort / zwischen Kiefern Tannen Wacholder ... Vielleicht sind die Kinder dort / die ... sorglos einem Ball nachlaufen / die Nachkommen der Toten / wiedergeboren / um ihr abgebrochenes Spiel / zu vollenden.“

## Werke
- Der letzte Traum, der uns durchnässt (Uri-rŭl chŏksi-nŭn majimak kkum, Munhak-kwa chisŏngsa, 1979) ISBN 978-89-320-0086-2
- Nein, es ist nicht so (Anida kŭrŏhji anhta, Munhak-kwa chisŏngsa, 1983/2001) ISBN 978-89-320-0184-5
- Das Herz des Knackberges (K'ŭnaksan-ŭi maŭm, Munhak-kwa chisŏngsa, 1986) ISBN 978-89-320-0271-2
- Wie ein Spießer (Chomp'aengi-ch'ŏrŏm, Munhak-kwa chisŏngsa, 1988) ISBN 978-89-320-0372-6
- Aniri (Aniri, Munhak-kwa chisŏngsa, 1990) ISBN 978-89-320-0470-9
- Wasserwege (Mulgil, Munhak-kwa chisŏngsa, 1994) ISBN 978-89-320-0687-1
- Zwar habe ich nichts (Kajin kŏt hana-do ŏpchiman, Munhak-kwa chisŏngsa, 1998) ISBN 978-89-320-1004-5
- Bei der ersten Begegnung (Ch'ŏŭm mannadŏn ttae, Munhak-kwa chisŏngsa, 2003) ISBN 978-89-320-1410-4

### Auf Deutsch erschienen
- Die Tiefe der Muschel. Pendragon, Bielefeld 1999, ISBN 978-3-929096-63-7.
- Grabschrift/Herbsthimmen/Eine kleine Quelle/Die kleine Blumen/Schnee in der Nacht (Die Horen, Zeitschrift für Literatur, Kunst und Kritik, 41. Jg., 4/96)
- Wer ruft und ruft…/Nutzlose Freunde/Aniri 8/Schneckenliebe/Vogelzucht (Drehpunkt, Die Schweizer Literaturzeitschrift, Ausgabe 106)
- Botschaften vom grünen Planeten. Wallstein Verlag, Göttingen 2010, ISBN 978-3-8353-0747-6.

### Auf Englisch erschienen
- Faint shadows of love. Forest Books, London 1996, ISBN 978-1-85610-000-7.

### Auf Spanisch erschienen
- Tenues sombras del vieje amor. Verbum, Madrid 2005, ISBN 978-84-7962-341-8.

## Auszeichnungen
- Isan Literaturpreis (2007)[6]
- Johannes-Poethen-Stipendium für einen dreimonatigen Aufenthalt im Stuttgarter Schriftstellerhaus (2003)
- Daesan Literaturpreis (2003)
- Pyŏnun Literaturpreis (1994)
- Kim Soo-young-Literaturpreis (1984)
- Preis für Autoren von heute (1981)
- Nokwŏn Literaturpreis (1981)